# Heterodontus zebra
Lo squalo testa di toro zebrato (Heterodontus zebra Gray, 1831) è uno squalo della famiglia Heterodontidae.